# 1980 en santé et médecine
| Années de la santé et de la médecine : 1977 - 1978 - 1979 - 1980 - 1981 - 1982 - 1983    |
| Décennies de la santé et de la médecine : 1950 - 1960 - 1970 - 1980 - 1990 - 2000 - 2010 |

Cet article présente les faits marquants de l'année 1980 en santé et médecine.

## Évènements
- Fermeture de la City and County Infirmary de Waterford, en Irlande[1], héritière de l'hospice des lépreux (Waterford Leper Hospital) qui, en 1785, avait succédé à la léproserie de Saint-Étienne (Leper House of St. Stephen), le plus ancien établissement hospitalier de la ville, fondé par Jean sans Terre en 1211 ou 1212[2],[3].

## Décès
- 25 mars : Milton Erickson (né en 1901), psychiatre et psychologue américain, promoteur de l'hypnose thérapeutique.